# Asteronyx longifissus
Asteronyx longifissus is een slangster uit de familie Asteronychidae.
De wetenschappelijke naam van de soort werd in 1927 gepubliceerd door Ludwig Döderlein.